# 静岡県立大学薬学部附属薬草園
静岡県立大学薬学部附属薬草園（しずおかけんりつだいがく やくがくぶ ふぞくやくそうえん、英語: Medicinal Plant Garden, School of Pharmaceutical Sciences, University of Shizuoka）は、静岡県立大学薬学部が管理・運営する薬用植物園である。なお、公益社団法人日本植物園協会には静岡県立大学薬学部附属薬用植物園（しずおかけんりつだいがく やくがくぶ ふぞくやくようしょくぶつえん）として加盟している。

## 概要
「静岡県立大学薬学部附属薬草園」は、静岡県立大学の薬学部に附属して設置される研究施設の一つである。面積は1400m2で、保有植物数は約800種に達する。静岡県立大学の草薙キャンパスに立地している。なお、薬学部に附置されている研究施設としては、薬草園以外にも漢方薬研究施設、および、薬学教育・研究センターなどがある。

## 沿革
1989年、静岡県立大学谷田キャンパス（現 草薙キャンパス）開設と同時期に開園した。保有植物の多くは、静岡県立大学薬学部の前身の旧静岡薬科大学（静岡市小鹿）から移植されたものである。2015年には日本植物園協会に加入した。

## 特色
見本園は3300平方メートルあり、主として標本や草本を育てている。一方、圃場は2000平方メートルあり、主として樹木の栽培や、研究および育種のための植物の栽培を行っている。また、温室は90平方メートルあり、栽培温室と研究温室に分かれている。
薬草の中には有毒植物に相当するものもあり、安全上非公開としている薬用植物園も多いが、本園は平日に一般開放している。ただし、毒性の強い植物や、皮膚のかぶれを誘発する植物が植えられていることから、園内の植物に触れることは厳禁とされている。特に小児や児童が園内の植物に触れた場合、健康に重大な被害をもたらす可能性があるため、特に注意するよう呼びかけられている。また、園内の植物に対しては、病害虫防除などを目的に農薬を散布することがあるため、葉や幹に触れたり、花卉や果実を採取したりすることは禁止されている。

## 名称
英語での名称については、従来は「Medicinal Botanical Garden」と称していたが、近年では「Medicinal Plant Garden」と表記するようになった。

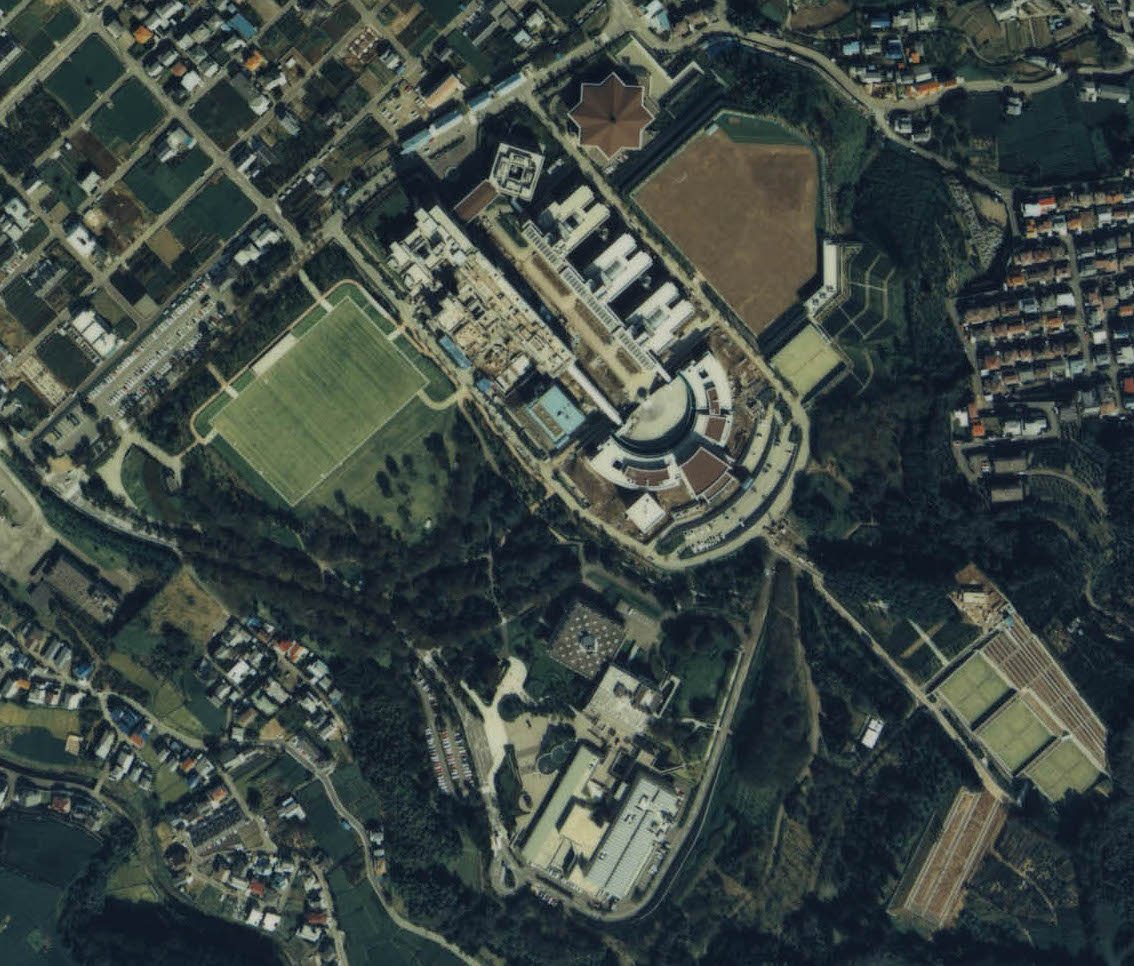
建設中の谷田キャンパス（現草薙キャンパス）の航空写真（1988年）。右下のテニスコートの周辺に見本園、温室、圃場が配置される。

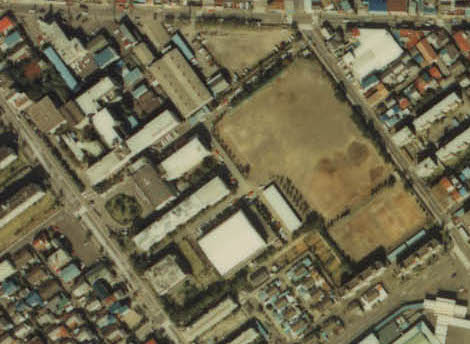
静岡薬科大学（現小鹿キャンパス）の航空写真（1983年）。前身である静岡薬科大学附属薬用植物園が設置されていた。

## 交通アクセス

### 鉄道
- JR東海道線：草薙駅
- 静鉄静岡清水線：県立美術館前駅
- 静鉄静岡清水線：草薙駅

### バス
- しずてつ草薙美術館線：県立大学前停留所[10]
- しずてつ三保草薙線：県立大学前停留所

## 関連文献
- 創立20周年記念事業実行委員会編『日本の植物園』日本植物園協会、1987年。全国書誌番号:87038005
- 創立30周年記念事業実行委員会編『日本の植物園』2巻、日本植物園協会、2000年。全国書誌番号:20148993
- 日本植物園協会編『日本の植物園総合報告書――植物園の現状と課題』日本植物園協会、2008年。全国書誌番号:21472788
- 日本植物園協会編『日本の植物園』八坂書房、2015年。ISBN 978-4-89694-191-3